# Fabrizio Paterna
Fabrizio Paterna (Palermo, 22 settembre 1974) è un kickboxer italiano, specialità semi-contact, fondatore delle scuole di Kick Boxing Kilroy Team nelle province di Partinico, Terrasini e Carini.

## Biografia
Fabrizio Paterna comincia la sua carriera sportiva praticando lotta greco-romana, all'età di 16 anni affascinato dalla KICK BOXING, dai suoi stili di combattimento (Semi-Light-Full), inizia a praticarla a Palermo sotto la guida del Maestro Tony Cardella. 
Oggi insegna kickboxing nelle città di Palermo, Carini, Partinico e Terrasini.
Nel 2002 ha promulgato il nome del Kilroy Team nella provincia di Palermo, club sportivo che si è più volte, negli anni, fregiato di titoli nazionali ed internazionali.
La costante crescita tecnica gli consente di affermarsi in numerose competizioni a livello nazionale ed internazionale, risultati che gli permettono nell'anno 96 di guadagnare la convocazione negli "azzurrabili" per la selezione della nazionale Italiana WAKO/FIKBMS nella specialità del semi-contact nella categoria -89 kg.
Nel 2016 consegue il Titolo Mondiale WUMA - KICK BOXING (Point fighting).